# Martorella puertoricensis
Martorella puertoricensis är en insektsart som beskrevs av Caldwell 1952. Martorella puertoricensis ingår i släktet Martorella och familjen vedstritar. Inga underarter finns listade i Catalogue of Life.